# Jessy Torreele
Jessy Torreele (Leuven, 17 februari 1987) is een voetbalspeelster uit België.
In seizoen 2009/10 werd zij winnaar van de 1e Nationale.

## Statistieken
| Seizoen | Club         | Land      | Competitie | Wedstrijden | Doelpunten |
| ------- | ------------ | --------- | ---------- | ----------- | ---------- |
| 2008/09 | Sint-Truiden | België    | 1NW        | ?           | 3          |
| 2010/11 | Herforder SV | Duitsland | FRB        | 7           | 0          |
| 2015/16 | Herforder SV | Duitsland | 2BV        | 21          | 5          |
| 2016/17 | Herforder SV | Duitsland | 2BV        | 21          | 2          |
| 2017/18 | Herforder SV | Duitsland | 2BV        | 0           | 0          |
| Totaal  | Totaal       | Totaal    | Totaal     | 49          | 10         |

Laatste update: mei 2021

## Interlands
Torreele speelde voor het Belgisch voetbalelftal.

## Privé
Torreele trouwde met de fysiotherapeut van HSV, Deniz Atila, en speelde nog onder de naam Jessy Atila.